# Michał Luty
Michał Janusz Luty (ur. 27 września 1951 w Pionkach) – polski inżynier i samorządowiec, działacz opozycji w okresie PRL, dwukrotnie wiceprezydent Katowic.

## Życiorys
W 1975 ukończył studia na Wydziale Chemii Uniwersytetu Warszawskiego. Pracował w Instytucie Przemysłu Gumowego Stomil w Piastowie, następnie do 1982 w gliwickim Instytucie Przemysłu Tworzyw i Farb w Gliwicach.
W 1980 wstąpił do „Solidarności”, był etatowym pracownikiem związku, kierował Wszechnicą Górnośląską. W okresie stanu wojennego został internowany na okres od lutego do sierpnia 1982. Po zwolnieniu podjął pracę w przedsiębiorstwie energetycznym, kontynuując działalność opozycyjną (m.in. drukował drugoobiegowy „Głos Śląsko-Dąbrowski”). W grudniu 1983 został tymczasowo aresztowany z przyczyn politycznych, w marcu 1985 skazano go na karę 3 lat pozbawienia wolności, zwolnienie uzyskał w lipcu 1985 w związku z ogłoszoną amnestią. Zatrudniony później w spółdzielni w Dąbrowie Górniczej, brał udział w reaktywowaniu NSZZ „S”.
Od 1990 do 2005 należał kolejno do ROAD, Unii Demokratycznej i Unii Wolności, m.in. kierował katowickim kołem UW i kandydował z listy tej partii do Sejmu w wyborach parlamentarnych w 2001. Był radnym Katowic III kadencji, a w latach 2000–2002 wiceprezydentem tego miasta. Następnie zajmował stanowisko kierownika księgarni.
W wyborach w 2006 kandydował bez powodzenia na urząd prezydenta Katowic z ramienia Prawa i Sprawiedliwości. Uzyskał jednocześnie mandat radnego, z którego zrezygnował w związku z objęciem stanowiska wiceprezydenta miasta, które piastował do 2008. W 2010 i w 2014 ponownie wybierany do katowickiej rady miejskiej. W wyborach w 2015 ponownie wystartował do Sejmu jako kandydat Prawa i Sprawiedliwości.
Był członkiem Katowickiego Społecznego Komitetu Poparcia Jarosława Kaczyńskiego w przedterminowych wyborach prezydenckich w 2010.
Został członkiem Stowarzyszenia Wolnego Słowa i sekretarzem stowarzyszenia „Henryk Sławik. Pamięć i Dzieło”. W 2009 odznaczony Krzyżem Oficerskim Orderu Odrodzenia Polski, a w 2020 Krzyżem Wolności i Solidarności.